# Damian Domagała
Damian Domagała (Łódź, 23 aprile 1998) è un pallavolista polacco.
Gioca nel ruolo di opposto nel Cuprum Lubin.

## Carriera

### Club
La carriera di Damian Domagała inizia nel Wifama, club a cui resta legato fino al 2014. Nella stagione 2014-15 passa al SMS Spała, in I liga, dove resta per tre annate. 
Nella stagione 2017-18 viene ingaggiato dalla Callipo, nella Superlega italiana, dove resta per due annate. Nella stagione 2019-20 ritorna in patria per vestire la maglia del Cuprum Lubin, in Polska Liga Siatkówki.

### Nazionale
Nel 2015 viene convocato nella nazionale under 19 polacca con cui vince, nello stesso anno, la medaglia d'oro al campionato europeo, al XIII Festival olimpico della gioventù europea e al campionato mondiale. Nel 2016, con quella under 20, conquista l'oro al campionato europeo. Nel 2017, con quella under 21, ottiene l'oro al campionato mondiale.
Nel 2019 ottiene le prime convocazioni nella nazionale maggiore, con cui, nello stesso anno, vince la medaglia d'argento alla XXX Universiade.

## Palmarès

### Nazionale (competizioni minori)
- Campionato europeo under 19 2015
- XIII Festival olimpico della gioventù europea
- Campionato mondiale under 19 2015
- Campionato europeo under 20 2016
- Campionato mondiale under 21 2017
- Universiade 2019